# Harald Leipnitz

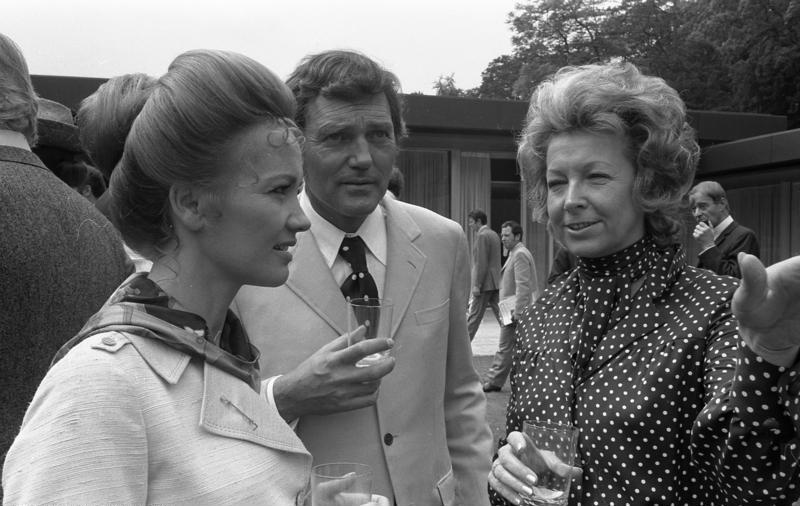
Harald Leipnitz (Mitte) mit der Schweizer Schauspielerin Liselotte Pulver (links) und Rut Brandt, Ehefrau des deutschen Bundeskanzlers, im Jahr 1971

Harald Leipnitz (* 22. April 1926 in Elberfeld; † 21. November 2000 in München) war ein deutscher Schauspieler, Hörspiel- und Synchronsprecher.

## Biografie
Der Sohn eines Schlossermeisters kam über Umwege zur Schauspielerei, als er nach Entlassung aus der Kriegsgefangenschaft keinen Ausbildungs- oder Studienplatz erhielt. Nach Auftritten in Laienspielgruppen nahm er Schauspielunterricht bei Hans Caninenberg und gab 1948 an den Wuppertaler Bühnen sein Debüt. Bis 1960 war er in Wuppertal engagiert. Weitere Engagements in München am Bayerischen Staatsschauspiel, Berlin, Düsseldorf und Stuttgart folgten ebenso wie Tourneetheatern.
Daneben spielte Leipnitz in zahlreichen Film- und Fernsehproduktionen. Große Popularität erlangte er durch Auftritte in den Karl-May-Filmen Der Ölprinz und Winnetou und sein Freund Old Firehand sowie als Hauptdarsteller in den Edgar-Wallace-Verfilmungen Die Gruft mit dem Rätselschloß, Der unheimliche Mönch und Die blaue Hand. Für seine Darstellung in Die endlose Nacht erhielt er 1963 das Filmband in Gold. 1968 wurde ihm zudem der Goldene Bambi der Zeitschrift Bild+Funk verliehen. Seine bekannteste und populärste Rolle beim Fernsehen spielte er 1965 neben Albert Lieven in dem Straßenfeger Die Schlüssel von Francis Durbridge.
Auch als Synchron- und Hörspielsprecher war Leipnitz in größerem Umfang tätig. Er lieh seine Stimme unter anderem Alain Delon in Nur die Sonne war Zeuge, Cary Grant in Sein Mädchen für besondere Fälle, Albert Finney in Tom Jones – Zwischen Bett und Galgen, Charles Aznavour in Die Fantome des Hutmachers und Richard Harris in Robin und Marian. In Hörspielproduktionen für den Rundfunk war er in Kriminalstücken und Bearbeitungen der Weltliteratur (Theodor Fontane: Effi Briest, Koproduktion SFB/BR/HR, 1974) zu hören. Kindern ist seine Stimme vor allem aus den bei Phonogram verlegten Produktionen Jim Knopf und die wilde 13 (1973), Momo (1975), und Die unendliche Geschichte (1980) bekannt. 1978 übernahm Leipnitz auch bei Ellis Kauts Meister Eder und sein Pumuckl die Rolle des Erzählers für die Folgen 34 bis 39 der ersten Auflage der LP-Produktionen der EMI Electrola. 
Kurz vor seinem Tod sprach er noch die deutsche Stimme Petterssons in 13 Folgen der TV-Serie Pettersson und Findus. Seinen letzten Filmauftritt hatte Leipnitz 2001 in dem Science-Fiction-Film Vortex, der erst nach seinem Tod fertiggestellt wurde.
Leipnitz war von 1948 bis zu seinem Tod mit Walburga Dohle verheiratet. Mit ihr hatte er drei Kinder. Ab 1969 lebte er jedoch mit Ingrid Weis zusammen.
Harald Leipnitz starb im November 2000 an Lungenkrebs. Seine Grabstätte befindet sich auf dem Friedhof in Köstenberg bei Velden, Kärnten.

## Filmografie

### Kinofilme
- 1961: Die große Attraktion (The Big Show)
- 1963: Die endlose Nacht
- 1963: … und der Amazonas schweigt
- 1964: Die Gruft mit dem Rätselschloß
- 1965: Die Banditen vom Rio Grande
- 1965: Mädchen hinter Gittern
- 1965: Jagd auf blaue Diamanten
- 1965: Der Ölprinz
- 1965: Der unheimliche Mönch
- 1966: Ich suche einen Mann
- 1966: Agent 505 – Todesfalle Beirut
- 1966: Sperrbezirk
- 1966: Playgirl
- 1966: Die 13 Sklavinnen des Dr. Fu Man Chu
- 1966: Fünf vor 12 in Caracas (Inferno a Caracas)
- 1966: Liselotte von der Pfalz
- 1966: Winnetou und sein Freund Old Firehand
- 1967: Susanne – Die Wirtin von der Lahn
- 1967: Die blaue Hand
- 1967: Die Nacht gehört uns (Le treizième caprice)
- 1967: Die Zeit der Kirschen ist vorbei (Le grand Dadais)
- 1967: Herrliche Zeiten im Spessart
- 1968: Zuckerbrot und Peitsche
- 1968: Frau Wirtin hat auch einen Grafen
- 1968: Lady Hamilton – Zwischen Schmach und Liebe
- 1968: Bengelchen liebt kreuz und quer
- 1969: Just Happened (Kurzfilm)
- 1969: Marquis de Sade: Justine
- 1969: Frau Wirtin hat auch eine Nichte
- 1969: Der Kerl liebt mich – und das soll ich glauben?
- 1970: Frau Wirtin bläst auch gern Trompete
- 1970: Nach Stockholm der Liebe wegen
- 1970: Ich schlafe mit meinem Mörder
- 1971: Großstadtprärie
- 1972: Nur eine Frage der Zeit (Pas folle, la guepe)
- 1973: Alle Menschen werden Brüder
- 1973: Gott schützt die Liebenden
- 1973: Die blutigen Geier von Alaska
- 1976: Anita Drögemöller und die Ruhe an der Ruhr
- 1977: Das chinesische Wunder
- 1977: Tod oder Freiheit
- 1978: Kneuss
- 1987: Zärtliche Chaoten
- 1988: Zärtliche Chaoten II
- 1995: Pizza Arrabiata
- 1999: Südsee, eigene Insel
- 2001: Vortex

### Fernsehen
- 1954: Die Generalprobe
- 1958: Tageszeiten der Liebe
- 1958: Das Glück sucht seine Kinder
- 1960: Der Vetter aus Dingsda
- 1960: Die Dame in der schwarzen Robe
- 1961: Einladung ins Schloß
- 1961: Küß mich Kätchen
- 1961: Mary Rose
- 1962: Warten auf Dodo
- 1962: Der Widerspenstigen Zähmung
- 1962: Die Rache
- 1962: Das Vergnügen, anständig zu sein
- 1962: Bedaure, falsch verbunden
- 1963: Die Nacht der Schrecken
- 1963: Der Geisterzug
- 1963: Chiarevalle wird entdeckt
- 1963: Mamselle Nitouche
- 1963: Kein Krieg für Amédée
- 1964: Hofloge
- 1964: Die Schlinge
- 1965: Die Schlüssel
- 1965: Boeing-Boeing
- 1965: Drei leichte Fälle
- 1965: Ein idealer Gatte
- 1966: Das Mädchen aus Mira
- 1966: Träume in der Mausefalle
- 1966: Guten Abend...
- 1966: Zaubereien oder Die Tücke des Objekts
- 1967: Eiszeit der Liebe
- 1968: Eine etwas sonderbare Dame
- 1968: Die Schlacht bei Lobositz
- 1968: Tiefparterre
- 1969: Jean der Träumer
- 1969: Liebe gegen Paragraphen
- 1971: Der Kommissar: Der Moormörder
- 1971: Hallo, wer dort?
- 1972: Das System Fabrizzi
- 1972: Doppelspiel in Paris – Zeugenberichte aus dem gefährlichen Leben der Mathilde Carré
- 1972: Die Bilder laufen
- 1973: Gestern gelesen: Im Netz der Spinne
- 1973: Du stirbst nicht allein – Ein deutscher Kriegspfarrer in Paris
- 1973: Der Kommissar: Der Tod von Karin W.
- 1973: Ein Fall für Männdli: Gift im Champagner
- 1975: Beschlossen und verkündet: Geisterhände
- 1975: Ein schönes Paar
- 1976: Romeo und Julia
- 1976: Derrick: Tote Vögel singen nicht
- 1976: Taxi 4012
- 1976: Vier gegen die Bank
- 1976: Graf Yoster gibt sich die Ehre: Goldschatz gesucht
- 1976: Graf Yoster gibt sich die Ehre: Johann hier und Johann da
- 1977: Fragen Sie Frau Erika
- 1977: Der Anwalt: Urlaubsreif
- 1977: Polizeiinspektion 1: Die Frau des Polizisten
- 1977: Wer sah ihn sterben?
- 1977: Die Kette
- 1978: Zwei himmlische Töchter: Ein Sarg nach Leech
- 1978: Der Alte – (Folge 12: Ein Koffer)
- 1979: Grille und Ameise
- 1980: Musik auf dem Lande
- 1983: Monaco Franze – Der ewige Stenz: Ein ernsthafter älterer Herr
- 1983: Der Mustergatte
- 1983: Ein Mord liegt auf der Hand
- 1983: Lea
- 1983: Ein Fall für zwei: Strich durch die Rechnung
- 1984: Montagsgeschichten
- 1984: Angelo und Luzy: Alle Engel mogeln
- 1985: Alte Gauner: Fabrikanten
- 1985: Unsere schönsten Jahre: Nadine
- 1985: Der Alte – (Folge 90: Flüstermord)
- 1985: Schöne Ferien – Urlaubsgeschichten aus Mallorca (als Sprecher)
- 1985: Schöne Ferien – Urlaubsgeschichten aus Portugal (als Sprecher)
- 1986: Es muß nicht immer Mord sein: Leiden und leiden lassen
- 1986: Berliner Weiße mit Schuß: Folge 5
- 1986: Kir Royal: Wer reinkommt, ist drin
- 1986: Der Kandidat
- 1986: Das unverhoffte Glück
- 1987: SOKO 5113: Mord in der Schickeria
- 1987: Die glückliche Familie (Fernsehserie)
- 1987: Der Alte – (Folge 119: Ein teuflischer Plan)
- 1988: Die Krimistunde (Fernsehserie, Folge 30, Episode: „Was Simon sagt“)
- 1988: Kommissar Zufall
- 1988: Trouble im Penthouse
- 1990: Der Millionenerbe
- 1990: Ewald – Rund um die Uhr
- 1990: Ein Schloß am Wörthersee: Der Ehrengast
- 1991: Eine Dame mit Herz, teils bitter, teils süß
- 1991: Gesucht wird Ricki Forster
- 1992: Derrick: Mord im Treppenhaus
- 1992: Immer Ärger mit Nicole
- 1993: Glückliche Reise – Kapstadt
- 1993: Klippen des Todes
- 1993: Der blaue Diamant
- 1994: Der Heiratsvermittler
- 1994: Drei zum Verlieben
- 1994: Lutz & Hardy: Immer wieder Sonnenschein
- 1994–1995: Unsere Schule ist die Beste
- 1995: Frankie
- 1996: Das Karussell des Todes
- 1996: Immer Ärger mit Arno
- 1998: Stürmischer Sommer
- 1999: Küstenwache: Der Piratensender
- 2000: Alarm für Cobra 11 – Die Autobahnpolizei: Tulpen aus Amsterdam

## Hörspiele
- 1972: Otfried Preußler: Der kleine Wassermann Phonogramm GmbH Hamburg. (Erzähler)
- 1984: Michael Ende: Die unendliche Geschichte Teil 1–3 (Erzähler) (Deutsche Grammophon GmbH, Hamburg)
- 1996: Gisbert Haefs: Das Triumvirat spinnt (Pfarrer Bargmann) – Regie: Klaus Dieter Pittrich (Hörspiel – WDR)
- 1999: Gerhard Herm: Mordsreklame (Herr Brockmeyer) – Regie: Frank E. Hübner (Kriminalhörspiel – WDR)